# Musée de la Haute Auvergne
Das Musée de la Haute Auvergne ist ein Museum für Archäologie und Kulturgeschichte in Saint-Flour im französischen Département Cantal.
Untergebracht ist das Museum im ehemaligen bischöflichen Palast aus dem 17. Jahrhundert unmittelbar neben der Kathedrale. Das Gebäude selbst ist als Monument historique gelistet.
Die archäologische Sammlung umfasst unter anderem gallorömische Funde aus der Region. Weitere Ausstellungsbereiche veranschaulichen das bäuerliche Leben und Käseherstellung im Cantal. Zu den Sammlungen gehören historisches Mobiliar, Musikinstrumente und Kleidungsstücke. Gezeigt wird außerdem eine Auswahl an religiöser Kunst, darunter der ehemalige Domschatz, Marienfiguren und eine Statue des Heiligen Florus.

## Galerie

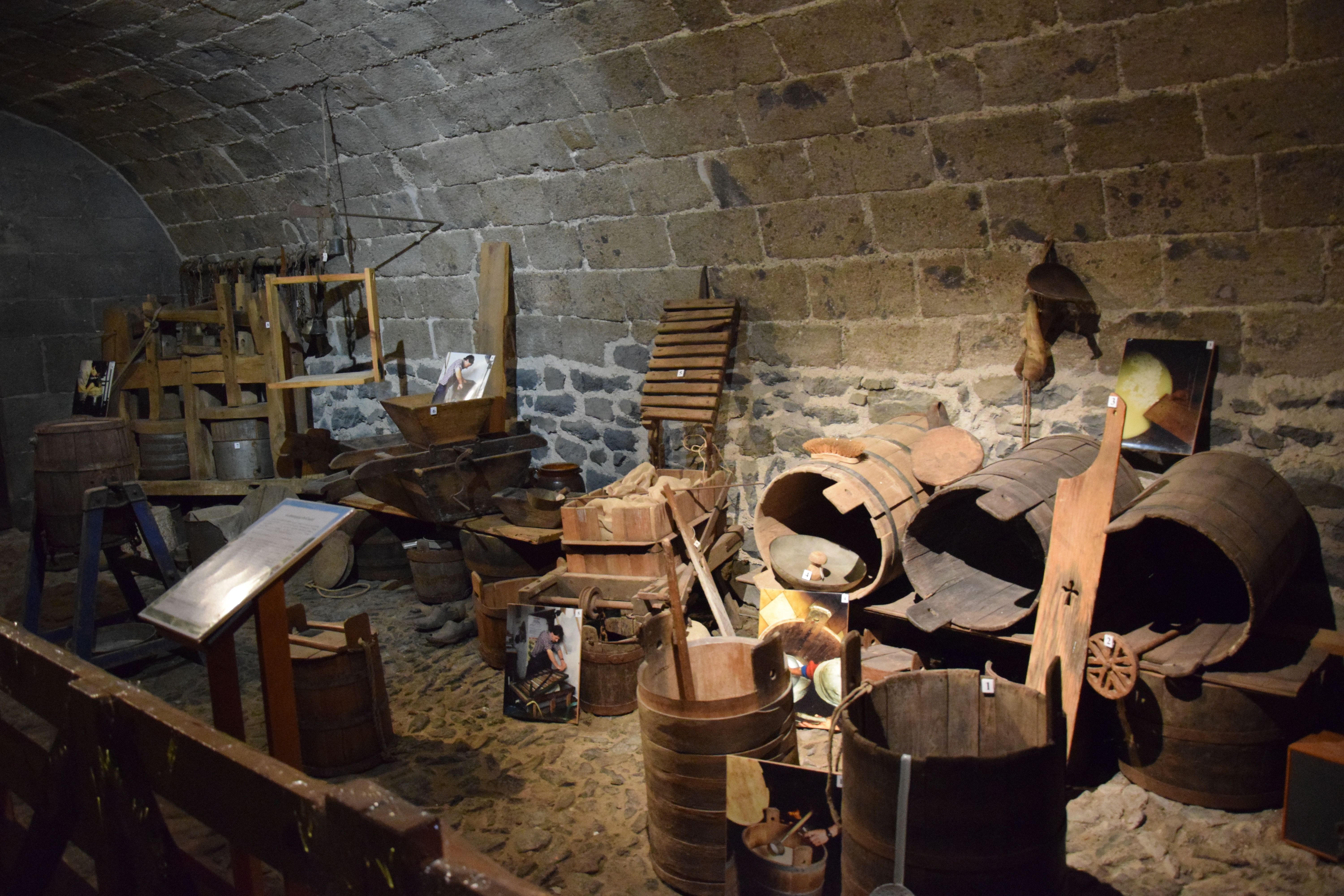
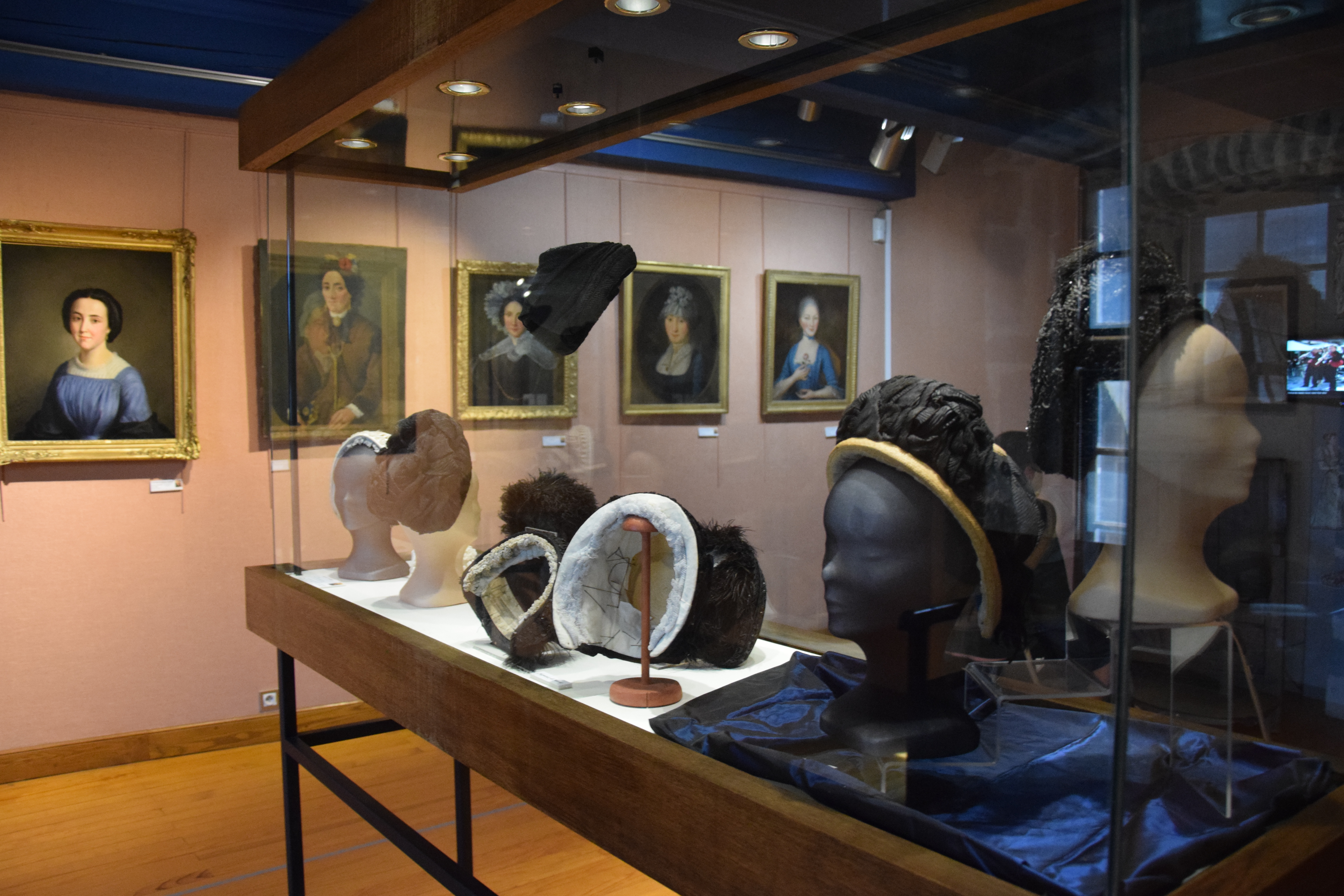
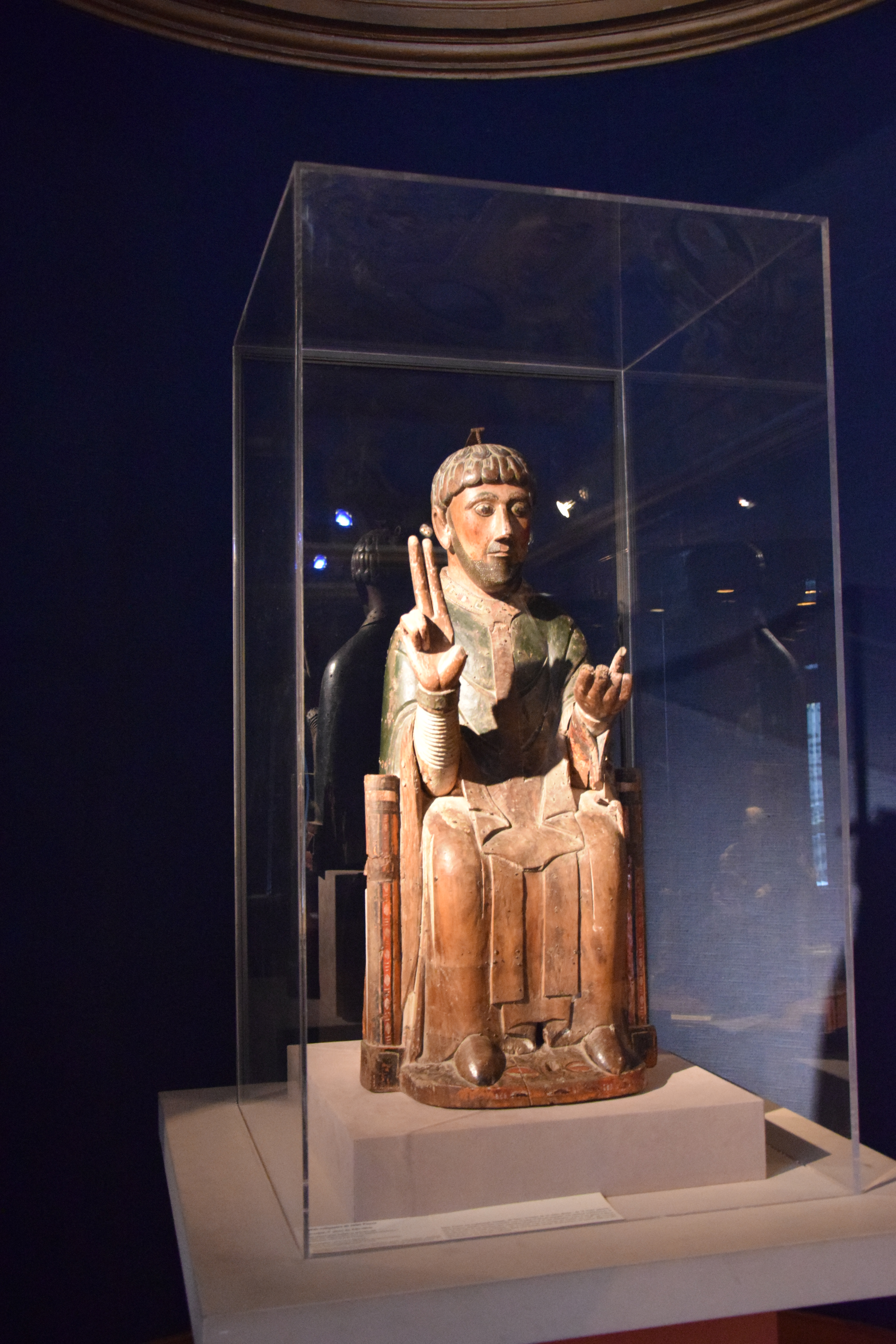
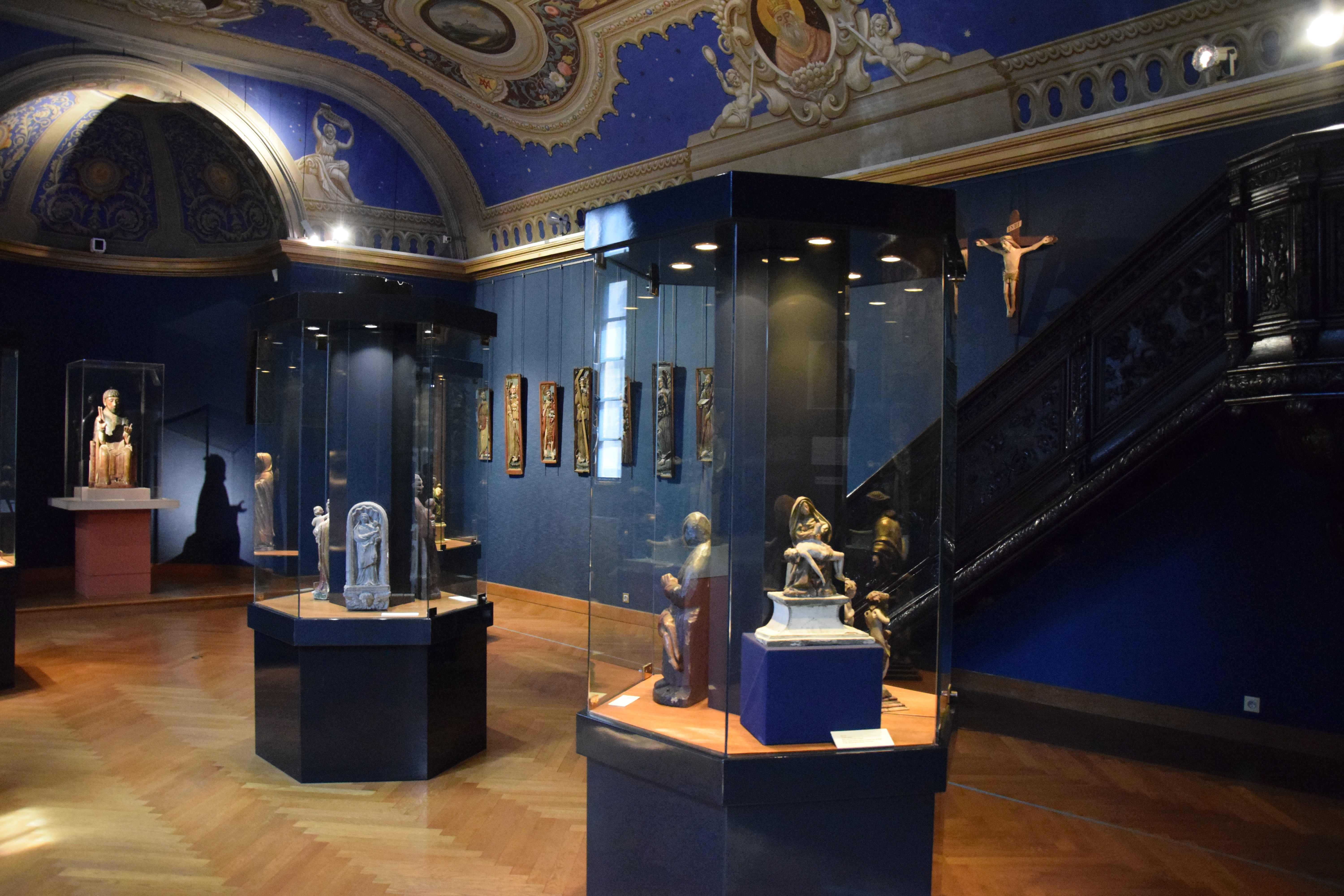
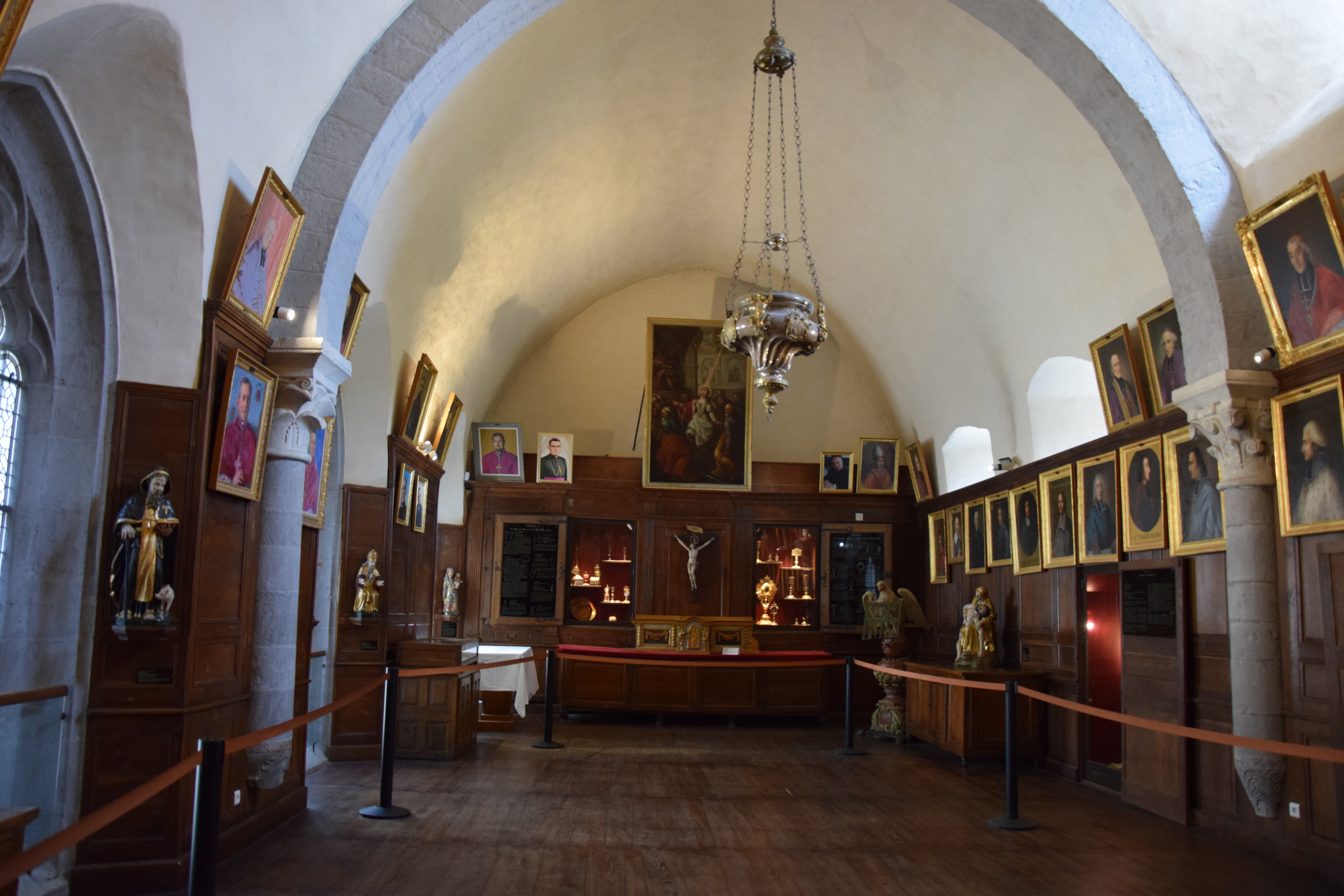
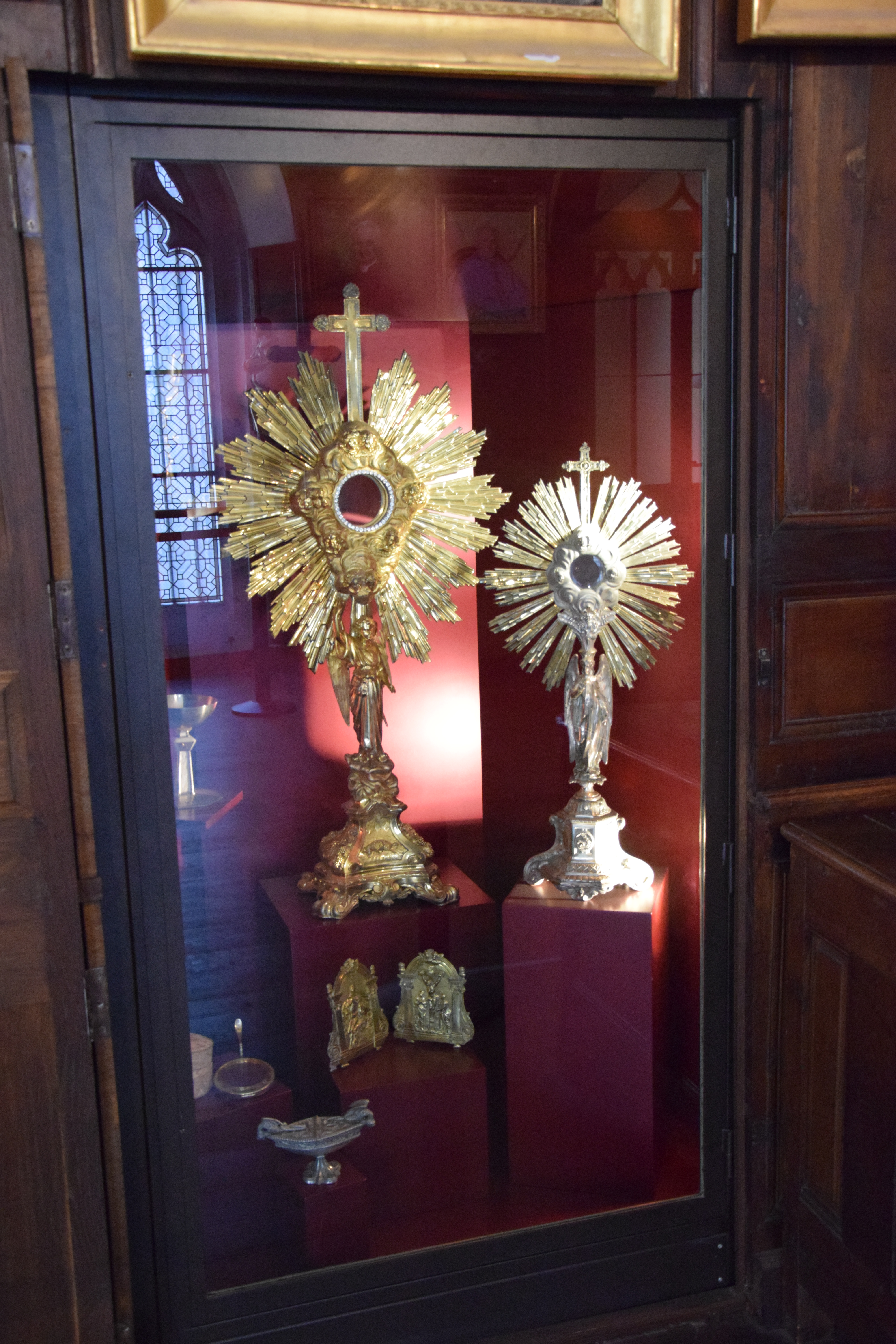